# Транснаціональне право
Транснаціональне право — одна із сучасних концепцій у сфері міжнародного права. Транснаціональне право включає всі норми, що регулюють дії або події, які виходять за межі національних кордонів (транснаціональні ситуації). Воно включає публічне та приватне міжнародне право, а також інші правила, які не повністю підпадають під такі стандартні категорії.
Транснаціональні ситуації можуть стосуватися фізичних або юридичних осіб, держав, міжнародних організацій тощо. До кожної такої ситуації може застосовуватися декілька різних правових режимів, які можуть конфліктувати між собою.

## Історія
Термін транснаціональне право запропонований у 1956 році колишнім суддею Міжнародного суду Філіпом Джессапом (англ. Philip C. Jessup).

## Концепції
Виділяють щонайменше три основні підходи до розуміння транснаціонального права.
- Правовий традиціоналізм до транснаціонального права, акцентує увагу на процедурі вибору права, яке застосування права до транснаціональних ситуацій. Це може бути вибір між правом різних держав, або національним правом та міжнародним правом, який базується на встановлених кожною окремою державою нормах.

- Правовий децизіонізм[de] орієнтується на практику взаємодії між національними та міжнародно-визнаними правилами вибору права, яка створює певний набір стандартів, які можуть використовуватися для регулювання транснаціональних ситуацій.

- Правовий плюралізм розглядає транснаціональне право, як певний автономний правовий режим, незалежний ані від права національних держав, ані від класичного міжнародного права. Цей правовий режим формується в рамках діяльності незалежних акторів, зокрема –  міжнародних міжурядових та неурядових організацій, транснаціональних корпорацій.

## Дивись також
- Глобалізація
- Глобальне адміністративне право
- Глобальне врядування
- Глобальна політика